# Сретен Стојковић
Сретен Срета Стојковић (Крагујевац, 1854 — Београд, 1928) био је српски књижевник и просветни педагог.

## Биографија
Основну и средњу школу је похађао у Крагујевцу, а Велику школу у Београду, где је на Техничком факултету завршио математичку групу. Оставио је значајан траг по преданом раду као педагог пошто је саставио неколико уџбеника из математике. Након домаћих студија усавршавао се кратко време у Минхену.
Између 1875-1881. године радио је као професор у Крагујевцу. Ту је дошао у додир са српским социјалистима; ушао је у круг присталица Светозара Марковића. Због учешћа у афери са црвеним барјаком завршио је у затвору.
Био је професор и директор Прве мушке гимназије (1881-1894). Кратко се нашао у функцији секретара и Начелника Министарства просвете Краљевине Србије. Уследио је други период у школству Београда; био је професор и директор Реалке и Друге београдске гимназије у периоду 1895-1906. године. Испунивши законом прописан стаж, пензионисан је већ 1906. године. По Владимиру Ђоровићу, Сретен Стојковић је био изузетно педантан и тачан као човек, и то у сваком погледу. У свему је показивао изразите математичке склоности и беспрекорност, којима је унапређивао сваки рад у који би се упустио.
Значајан траг је оставио и као књижевник. Позната дела су му путопис "На Дунаву", као и роман под насловом "На странпутици". Бавио се публицистичким радом, а његово издање српских епских песама под називом "Лазарице", било је успешно јер су се појавила четири издања. Није успео да заврши рукопис књиге "Историја СКЗ". Стојковић се истакао и као утемељивач и оснивач неколико елитних друштава и институција. Запажена је дугогодишња Сретенова активност у Српској књижевној задрузи. Прво је од 1906. године члан Управног одбора, и то као њен потпредседник. Затим је након Првог светског рата (1919?) и председник Српске књижевне задруге (1920-1928). Један је од оснивача Друштва Светог Саве, заједно са Светомиром Николајевићем и Ђоком Миловановићем. Са њима је основао и масонску ложу "Побратим". Његова књига о масонској историји је донела много драгоцених података о масонерији и њеном упливу у савремену српску историју. Спада он и међу осниваче "Друштва Краљ Стефан  Дечански" које је помагало глувонеме. Учествовао је и у раду Инвалидског Фонда "Св. Ђорђе", те Коларчевој и Чупићевој задужбини.
Умро је у Београду јануара 1928. године. На опелу у Саборној цркви, између више говорника, привукли су нарочиту пажњу када су говорили о свом великом добротвору, један глувонеми дечак и једна слепа девојчица.

## Одабрана дела
- На Странпутици: роман из предратног живота Београдског  47217159
- Лазарица или Бој на Косову: народна епопеја у 24 песме  47248647
- Косовска епопеја: преглед покушаја за састав народнога епа о боју на Косову  44582151
- Нова Србијанка: борбе за ослобођење 1804.-1815. год.  132865543
- Историја Српске књижевне задруге 78180615
- Слободно зидарство : његов циљ и принципи, његова прошлост и садашњост : писма брата  47542791